# Championnat de Maurice de football 2018-2019
Navigation
Saison précédente Saison suivante
La saison 2018-2019 de Barclays League est la soixante-seizième édition de la première division mauricienne. Les dix meilleures équipes du pays s'affrontent à trois reprises au sein d'une poule unique. À la fin du championnat, les deux derniers du classement sont relégués et remplacés par les deux premiers de deuxième division.
C'est le club de Pamplemousses SC, tenant du titre, qui est à nouveau sacré cette saison, après avoir terminé en tête du classement final, ne devançant Roche-Bois Bolton City que de trois points. Il s'agit du sixième titre de champion de Maurice de l'histoire du club.

## Clubs participants
- AS Port-Louis 2000
- AS Quatre-Bornes
- AS de Vacoas-Phoenix - Promu de D2
- Pamplemousses SC
- Cercle de Joachim SC
- AS Rivière du Rempart - Promu de D2
- Savanne SC
- Petite Rivière Noire SC
- La Cure Sylvester
- Roche-Bois Bolton City

## Classement
Le classement est établi sur le barème de points classique (victoire à 3 points, match nul à 1, défaite à 0).
| Rang | Équipe                   | Pts | J  | G  | N | P  | Bp | Bc | Diff |
| ---- | ------------------------ | --- | -- | -- | - | -- | -- | -- | ---- |
| 1    | Pamplemousses SCT        | 39  | 18 | 11 | 6 | 1  | 41 | 11 | +30  |
| 2    | Roche-Bois Bolton City C | 36  | 18 | 10 | 6 | 2  | 33 | 11 | +22  |
| 3    | AS de Vacoas-PhoenixP    | 28  | 18 | 7  | 7 | 4  | 24 | 19 | +5   |
| 4    | AS Port-Louis 2000       | 25  | 18 | 6  | 7 | 5  | 21 | 19 | +2   |
| 5    | Petite Rivière Noire SC  | 24  | 18 | 6  | 6 | 6  | 29 | 29 | 0    |
| 6    | Savanne SC               | 24  | 18 | 6  | 6 | 6  | 26 | 23 | +3   |
| 7    | La Cure Sylvester        | 22  | 18 | 6  | 4 | 8  | 30 | 33 | -3   |
| 8    | Cercle de Joachim SC     | 20  | 18 | 5  | 5 | 8  | 19 | 20 | -1   |
| 9    | AS Rivière du RempartP   | 17  | 18 | 5  | 2 | 11 | 20 | 45 | -25  |
| 10   | AS Quatre-Bornes         | 8   | 18 | 1  | 5 | 12 | 7  | 40 | -33  |

| Légende : Qualifications et relégations | Légende : Qualifications et relégations                                                 |
| --------------------------------------- | --------------------------------------------------------------------------------------- |
|                                         | Qualification pour la Ligue des champions de la CAF 2019-2020                           |
|                                         | Qualification pour la Coupe de la confédération 2019-2020                               |
|                                         | Relégation directe en deuxième division                                                 |
|                                         | T : Tenant du titre P : Promu de deuxième division C : Vainqueur de la Coupe de Maurice |

## Bilan de la saison
| Championnat de Maurice de football 2018-2019 |                                        |
| Champion                                     | Pamplemousses SC (6e titre)            |
| Coupes et trophées                           |                                        |
| Vainqueur de la Coupe de Maurice 2018-2019   | Roche-Bois Bolton City                 |
| Qualifications continentales                 |                                        |
| Ligue des champions de la CAF 2019-2020      | Pamplemousses SC                       |
| Coupe de la confédération 2019-2020          | Roche-Bois Bolton City                 |
| Promotions et relégations                    |                                        |
| Promus en Barclays League                    | Entente Boulet Rouge-Riche Mare Rovers |
| Promus en Barclays League                    | Grande Rivière Sud Est Wanderers SC    |
| Relégués en First League                     | AS Rivière du Rempart                  |
| Relégués en First League                     | AS Quatre-Bornes                       |